# 花落宫廷错流年
《花落宫廷错流年》，原名《东宫西宫》，是一部由上海腾讯企鹅影视文化传播有限公司、北京麦田映画文化传媒有限公司出品，麦田执导，李莎旻子、廖彦龙、赵滨、郑晓东领衔主演的2017年中国大陆古装网络剧，主要讲述大清第一才女年姝媛与皇太子胤礽以及四阿哥胤禛之间的情感纠葛与错综复杂的爱情故事。2017年6月9日在横店影视城开机，2017年8月7日全剧杀青，第一季于2017年12月18日在腾讯视频首播，第二季于2018年1月10日在腾讯视频与第一季无缝接档播出。

## 播出时间及平台
| 频道        | 所在地   | 播映日期       | 播出时间                                         | 备注                           |
| ----------- | -------- | -------------- | ------------------------------------------------ | ------------------------------ |
| 腾讯视频    | 中国大陆 | 2017年12月18日 | 每週一至週三20:00更新两集 会员提前看下週剧集内容 | 第一季                         |
| 腾讯视频    | 中国大陆 | 2018年1月10日  | 每週一至週三20:00更新两集 会员提前看下週剧集内容 | 第二季（与第一季无缝接档播出） |
| Astro全佳HD | 马来西亚 | 2018年1月18日  | 每天 19:00－20:00                                | 兩季連播（共37集）             |

## 剧情梗概
第一季
康熙朝皇太子胤礽（廖彦龙 饰）已到婚配之龄，众大臣对太子妃人选意见不一。温宪公主（毛娜 饰）自幼喜爱太子侍读年羹尧（郑拓疆 饰），为得到更多与其接近的机会，温宪公主向皇上（赵滨 饰）提出希望到无逸斋与众阿哥一同读书习字的请求，身边的贴身太监梁九功（徐冰 饰）提议可从朝廷重臣家中选择几位才德兼备的女子作为公主伴读，一方面可以陪同公主读书习字，另一方面可以物色是否有合适的女子供众皇子纳为福晋，皇上在权衡过后最终应允。翌日清晨，皇上召集众大臣提出选择公主伴读一事，凡五品以上官员之女都要参加公主伴读文试甄选，并择优录取二人。文试结束，太傅年遐龄之女年姝媛（李莎旻子 饰）仅仅排名第三，才艺甄选需要有十足的把握方可入选。才艺甄选当日，都统石文炳之女贺兰（姜萌轩 饰）与大将军费扬古之女凝秀（覃炜 饰）分别以一曲古筝与一支舞蹈入选，而后上场的年姝媛凭借一支剑舞破例入选为公主伴读，并被皇上封为「天下第一才女」，正式开启自己的宫廷之旅，同时令太子与众阿哥为之倾倒。
才艺甄选结束后的第二日，年姝媛与贺兰、凝秀一同入宫。贺兰倾心于太子，一心想成为太子妃，而凝秀也对四阿哥胤禛（郑晓东 饰）一见倾心。年姝媛却因早已心许纳兰性德（赵东昊 饰），从而只想与两位姐姐安心度过伴读生活，之后便返回家中。无奈纳兰明珠与年遐龄在朝堂之上政见不同，再加上纳兰明珠强迫纳兰性德迎娶卢氏为妻，最终纳兰性德被迫与年姝媛分手。
太子胤礽自幼被立，再加上从小缺乏母爱，于是逐渐养成了天真而又执着的性格，但也因此一次次地把自己置于危险之中，好在每次都有年姝媛帮其解围。尽管太子对年姝媛一见倾心，但由于年姝媛早已心许纳兰性德，又碍于好姐妹贺兰的情面，故年姝媛一直不为所动。四阿哥虽爱慕年姝媛，但由于忌惮太子的权势，所以一直默默守护在其身边，在太子陷于危难中时给予她最温暖的陪伴。在经历了种种爱恨情仇之后，年姝媛慢慢被太子的爱所感动，最终与一直为她付出的太子走到了一起。一心想成为太子妃的贺兰也因此记恨起年姝媛，最终与年姝媛反目，并开始想方设法地陷害年姝媛，但却令太子与年姝媛的爱更加坚定。
最终，太子在大阿哥胤禔（邢城 饰）与惠妃（梁丹妮 饰）的设计陷害下被废，并被安排至上驷院喂养马匹。年姝媛不离不弃，并提出以身相许。
第二季
孝庄太皇太后（王丽云 饰）病重，太子与年姝媛出宫为其祈福，令康熙十分感动。大阿哥以魇镇术迫害太子的计划败露，太子被复立，然而单纯的太子终究还是抵挡不住一次又一次的遭人陷害。在被惠妃的一次设计陷害后，太子在不知情的情况下被迫与贺兰发生关系，并令贺兰意外地怀上了太子之子，太子只得被迫纳贺兰为太子妃。之后在贺兰的设计陷害下，年姝媛被关入大牢。为将年姝媛救出，太子只得求助于索额图，然而索额图却冒险撺掇太子谋权篡位。最终，索额图被永久圈禁，太子再次被废，东宫嫡位悬空，「九子夺嫡」之战正式开启。而一向低调沉稳的四阿哥，也正式开启了自己的夺嫡夺美人之路。
索额图被圈禁，太子二度被废，大批朝廷重臣亦受到牵连。在四阿哥的幕后操作下，年遐龄也难辞其咎，而他的真实目的则是以莫须有的罪名陷害年遐龄，从而将年姝媛占为己有。为保全自己和家人的性命，年姝媛只得被迫与四阿哥结为夫妻。而太子为夺回皇位与年姝媛，拉拢三阿哥胤祉（赵楠 饰）与八阿哥胤禩（卫延侃 饰）重夺皇位，但路途比以往却更加艰辛。
经历了十二年的漫长斗争之后，四阿哥在夺嫡之战中胜出，并于康熙驾崩后即位，是为雍正帝，而年姝媛也因此被迫接受了皇贵妃的封赏。雍正即位后，其首要任务便是处理竞争对手。他先是将三阿哥遣往先帝陵园守陵，然后便将八阿哥赐死。
扎萨克多罗郡王乌尔衮（齐超 饰）自雍正即位后屡犯大清边界，雍正命年羹尧率兵讨伐乌尔衮。但由于念及到与荣宪公主（汪晴 饰）的旧情，年羹尧主张以和代战，令迟迟得不到战报的雍正帝百感交集，雍正遂命摩诃萨作为副帅到军中辅佐年羹尧。摩诃萨赶到后，处处与年羹尧作对。正当年羹尧如约与乌尔衮进行和谈之时，摩诃萨却在准备使用手段背后陷害乌尔衮。最终，摩诃萨的阴谋得逞，乌尔衮被暗杀，众将士凯旋归来，然而年羹尧却因此与雍正之间关系出现了裂痕。在雍正帝的精心设计下，年羹尧最终被隆科多暗杀。
年羹尧被隆科多暗杀的一幕被温宪公主全程目睹。御花园中，温宪公主与年姝媛偶遇，温宪公主在几近疯狂的状态下将雍正处死年羹尧、即位后处死八阿哥以及陷害年家占年姝媛为己有的事全部告诉年姝媛。年姝媛在得知雍正的真面目后深受打击，晕倒在御花园。不久后，年姝媛到咸福宫看望废太子，却意外得知废太子已被雍正赐死的消息，深受打击，几近疯癫，再次晕倒。
在得知自己所爱之人皆被雍正所杀害后，年姝媛最终逃离了皇宫，然而却在不久之后意外产下一名男婴，该男婴为其与雍正所生。乾清宫外，雍正独自一人望向这辛苦打下来的江山，伸手似要挽留什么，但却什么都留不住。一代帝王，终成孤家寡人。

## 演员列表

### 主要演员
| 演员     | 角色   | 介绍 |
| 李莎旻子 | 年姝媛 | 公主伴读→四侧福晋→年贵妃 年遐龄之女 年羹尧之妹 因才貌出众而被破例录取为公主伴读，并被康熙帝封为「天下第一才女」 本喜欢纳兰性德，后被胤礽（太子）的爱所感动，曾多次解救胤礽（太子）于危难之中，但感情之路却一波三折 被胤礽（太子）、胤禛（四阿哥）深爱 与一同进宫的贺兰、凝秀为姐妹，后与贺兰反目 于第二季第17集为保全自己和家人的性命被迫与胤禛（四阿哥）结为夫妻 在得知自己所爱之人皆被胤禛（四阿哥）所杀害后最终逃离皇宫，但却在逃离皇宫后意外产下一名男婴，该男婴为其与胤禛（四阿哥）所生 原剧本中的结局为产后大出血而死 |
| 廖彦龙   | 胤 礽  | 太子 两立两废的废太子 康熙帝、赫舍里皇后之子 贺兰之夫 深爱年姝媛，但常常因为感情用事而闯下大祸 被年姝媛、贺兰深爱 于第22集在胤禔（大阿哥）与惠妃的设计陷害下被废 于第二季第5集因胤禔（大阿哥）的计划败露而被复立 于第二季第14集在贺兰与惠妃的设计陷害下被迫与贺兰结为夫妻 于第二季第16集因索额图欲撺掇其谋权篡位一事而再次被废 于第二季第28集被雍正帝赐死 剧本创作原型为年姝媛的扮演者李莎旻子 |
| 赵 滨    | 康熙帝 | 赫舍里皇后、惠妃、荣妃、德妃之夫 众阿哥之父 于第二季第22集病逝 |
| 郑晓东   | 胤 禛  | 四阿哥→雍亲王→雍正帝 康熙帝、德妃之子 温宪公主之胞兄 凝秀、年姝媛之夫 深爱年姝媛，但因太子的权势而一直默默守护在其身边 于第二季第12集与凝秀结为夫妻 于第二季第17集纳年姝媛为侧福晋 最终排除万难登上皇位，但却难逃帝王宿命，沦落为孤家寡人 |

### 大清皇室
| 演员   | 角色         | 介绍 |
| 王丽云 | 孝庄太皇太后 | 康熙帝之祖母 于第二季第3集病逝 |
| 桑 娜  | 赫舍里皇后   | 康熙帝之亡妻 胤礽（太子）之生母 于第二季第4集出现在皇上的回忆中 于第二季第10集出现其画像 |
| 桑 娜  | 瑶 君        | 宫女→八福晋 胤禩（八阿哥）之妻 纳兰明珠之义女 纳兰性德之义妹 因家境贫寒而被母亲卖入宫中 与一同进宫的刘喜（六喜）结为姐弟 小时候曾被胤禩（八阿哥）出手相救，从而默默喜欢胤禩（八阿哥），入宫后两人重逢 于第二季第8集被纳兰家收为义女 于第二季第11集与胤禩（八阿哥）结为夫妻 于第二季第23集服毒殉情而死 |
| 梁丹妮 | 惠 妃        | 康熙帝之妃 胤禔（大阿哥）之生母 胤禩（八阿哥）之养母 为帮助胤禔（大阿哥）夺取太子之位而多次陷害胤礽（太子）与年姝媛 于第二季第20集因纳兰明珠与胤禩（八阿哥）结党营私一事而被康熙帝禁足于永寿宫 |
| 赵昕彤 | 荣 妃        | 康熙帝之妃 胤祉（三阿哥）、荣宪公主之生母 于第二季第24集病逝 |
| 李予苏 | 德 妃        | 康熙帝之妃 胤禛（四阿哥）、温宪公主之生母 |
| 邢 城  | 胤 禔        | 大阿哥→直郡王 康熙帝、惠妃之子 为夺取太子之位而多次陷害胤礽（太子） 于第6集作为统帅与年羹尧一同率兵镇压策妄 于第11集班师回朝，并被封为直郡王 于第二季第5集因以魇镇术迫害胤礽（太子）的计划败露而被削除爵位，并被康熙帝终生幽禁于宗人府                                                                |
| 赵 楠  | 胤 祉        | 三阿哥→诚郡王 康熙帝、荣妃之子 荣宪公主之胞弟 自幼与胤礽（太子）交好，并于胤礽（太子）第一次被废期间暂代太子职务 于第二季第23集被雍正帝遣往先帝陵园守陵 |
| 卫延侃 | 胤 禩        | 八阿哥→和硕贝勒 康熙帝之子 惠妃之养子 深爱瑶君，后为其夫 于第二季第20集因纳兰明珠欲与其结党营私一事而被康熙帝断绝父子关系、削除爵位与终生幽禁 于第二季第23集被雍正帝赐死 |
| 汪 晴  | 荣宪公主     | 康熙帝、荣妃之女 胤祉（三阿哥）之胞姐 深爱年羹尧，后因卷入政治婚姻而被迫分手 于第21集下嫁蒙古世子乌尔衮，并被康熙帝封为「固伦荣宪公主」 |
| 毛 娜  | 温宪公主     | 康熙帝、德妃之女 胤禛（四阿哥）之胞妹 单恋年羹尧 于第二季第28集削发为尼 |
| 姜萌轩 | 贺 兰        | 公主伴读→太子妃 胤礽（太子）之夫 石文炳之女 单恋胤礽（太子），为得到胤礽（太子）的心而多次陷害年姝媛 与一同进宫的凝秀、年姝媛为姐妹，后与年姝媛反目 于第二季第14集被康熙帝封为太子妃，并与胤礽（太子）结为夫妻 于第二季第23集病逝                                                                     |
| 覃 炜  | 凝 秀        | 公主伴读→四福晋→皇后 胤禛（四阿哥）之妻 费扬古之女 与一同进宫的贺兰、年姝媛为姐妹 于第二季第12集与胤禛（四阿哥）结为夫妻 |

### 其他演员
| 演员   | 角色     | 介绍 | 备注     |
| 郑拓疆 | 年羹尧   | 年遐龄之子 年姝媛之兄 深爱荣宪公主，得知公主被迫和亲后将全部身心精力交付于国家 被荣宪公主、温宪公主深爱 于第二季第27集在雍正帝的精心设计下被隆科多暗杀   |          |
| 徐 冰  | 梁九功   | 康熙帝之近身太监 |          |
| 陈 辉  | 刘 喜    | 六喜 乾西四所太监 与一同进宫的瑶君结为姐弟 于第二季第8集因帮助瑶君挡住匕首而重伤身亡                                                                     |          |
| 张庭夫 | 小林子   | 胤礽（太子）之近身太监 于胤礽（太子）被雍正帝赐死后腿部落下残疾，不久后沦落为乞丐，并于年姝媛逃离皇宫后饿死在白马寺                                      |          |
| 齐 超  | 乌尔衮   | 蒙古世子 荣宪公主之夫 于第二季第25集被摩诃萨暗杀 |          |
| 张 峰  | 桑利达   | 乌尔衮之弟 于第二季第25集被摩诃萨暗杀 |          |
| 赵梓含 | 杜 鹃    | 年姝媛之贴身丫鬟 |          |
| 赵东昊 | 纳兰性德 | 年姝媛之初恋情人 纳兰明珠之子 瑶君之义兄 曾深爱年姝媛，后因家庭原因被迫分手 于第12集被迫与卢氏结为夫妻 于纳兰明珠含冤而死及妻子卢氏病逝后出家为僧        |          |
| 白红标 | 索额图   | 赫舍里皇后之叔父 胤礽（太子）之叔外公 于第二季第16集因撺掇胤礽（太子）谋权篡位一事而被康熙帝永久圈禁，不久后被饿死在牢狱之中                             | 友情出演 |
| 刘凤瑶 | 神仙哥哥 | 罗桑大师 于红螺寺修行的道人 | 友情出演 |
| 张新华 | 纳兰明珠 | 惠妃之兄 纳兰性德之父 瑶君之义父 于第二季第20集因结党营私一事而被康熙帝剥夺官职、贬为庶人，并被要求永世不得入朝为官 于雍正帝登基后受冤入狱，最终含冤而死 | 友情出演 |
| 刘 頔  | 李光地   | 康熙帝重臣 帮助胤禛（四阿哥）登上皇位的重要人物 | 友情出演 |
| 孟 皓  | 苏培盛   | 胤禛（四阿哥）之近身太监 | 友情出演 |

## 主创团队
- 出品人：王娟、麦田
- 联合出品人：江吴、旷开智、王洁琛
- 总监制：常斌
- 总策划：麦田
- 总编审：赵治、袁嵩、袁源
- 制作统筹：付娟
- 总制片人：刘荣、赵三石
- 制片人：易文洋、王秋翔、靳涤风
- 联合制片人：姚玲
- 宣传总监：萧天任、黄杰、周建伟
- 策划：余蛟雨、高山
- 演员统筹：孟皓、唐欢真
- 摄影指导：丁洁
- 灯光指导：李勇
- 美术指导：华丕焓
- 动作指导：张星宇
- 造型指导：林原
- 服装指导：白玉芳
- 梳妆指导：孙华东
- 作曲：刘凤瑶
- 剪辑指导：郑然
- 后期总监：苍久新昊
- 后期导演：陈明俊
- 总编剧：陈小桃
- 编剧：马书妤
- 导演：麦田

## 音乐原声
| 曲序     | 曲目             |              | 作曲       | 编曲     |                  | 时长  |
| -------- | ---------------- | ------------ | ---------- | -------- | ---------------- | ----- |
| 1.       | 错流年（片头曲） | 麦田         | 刘凤瑶     | 刘凤瑶   | 陈冰             | 4:02  |
| 2.       | 繁尘（片尾曲）   | 弓虽子、麦田 | 刘凤瑶     | 钟磊     | 沙宝亮           | 4:36  |
| 3.       | 最短的诗（插曲） | 念九儿       | 刘凤瑶     | 钟磊     | 李莎旻子、黄榕生 | 4:22  |
| 4.       | 竹马（插曲）     | 麦田         | 杜歌、方晖 | 方晖     | 杜歌             | 4:24  |
| 总时长： | 总时长：         | 总时长：     | 总时长：   | 总时长： | 总时长：         | 17:24 |

## 拍摄花絮
本剧原先拍摄时的结局为悲剧式，即年姝媛在逃离皇宫、产下一名男婴、将孩子交付给纳兰性德并交代纳兰性德不要让他进入皇宫之后便因出血过多而死，后续的场景依次为纳兰性德抱着孩子与杜鹃一同站在年姝媛的坟前以及雍正独自站在乾清宫外终成孤家寡人，全剧的最后一场戏为纳兰性德抱着孩子在红尘树下游玩，之后罗桑大师云游至此，一眼便看出这个孩子眉宇之间的帝王之气。最终播出版本在经过删减及顺序调整后，将结局改为开放式，删去了年姝媛将孩子交付给纳兰性德、交代纳兰性德不要让他进入皇宫、产后出血过多而死及纳兰性德与杜鹃一同站在年姝媛的坟前的场景，在罗桑大师云游至红尘树下的场景中增加了其为孩子赐名爱新觉罗·弘历的桥段，并将该场景移至雍正独自站在乾清宫外的场景之前，以「一代帝王终成孤家寡人」作为全剧的最后一场戏。